# Karl Jug

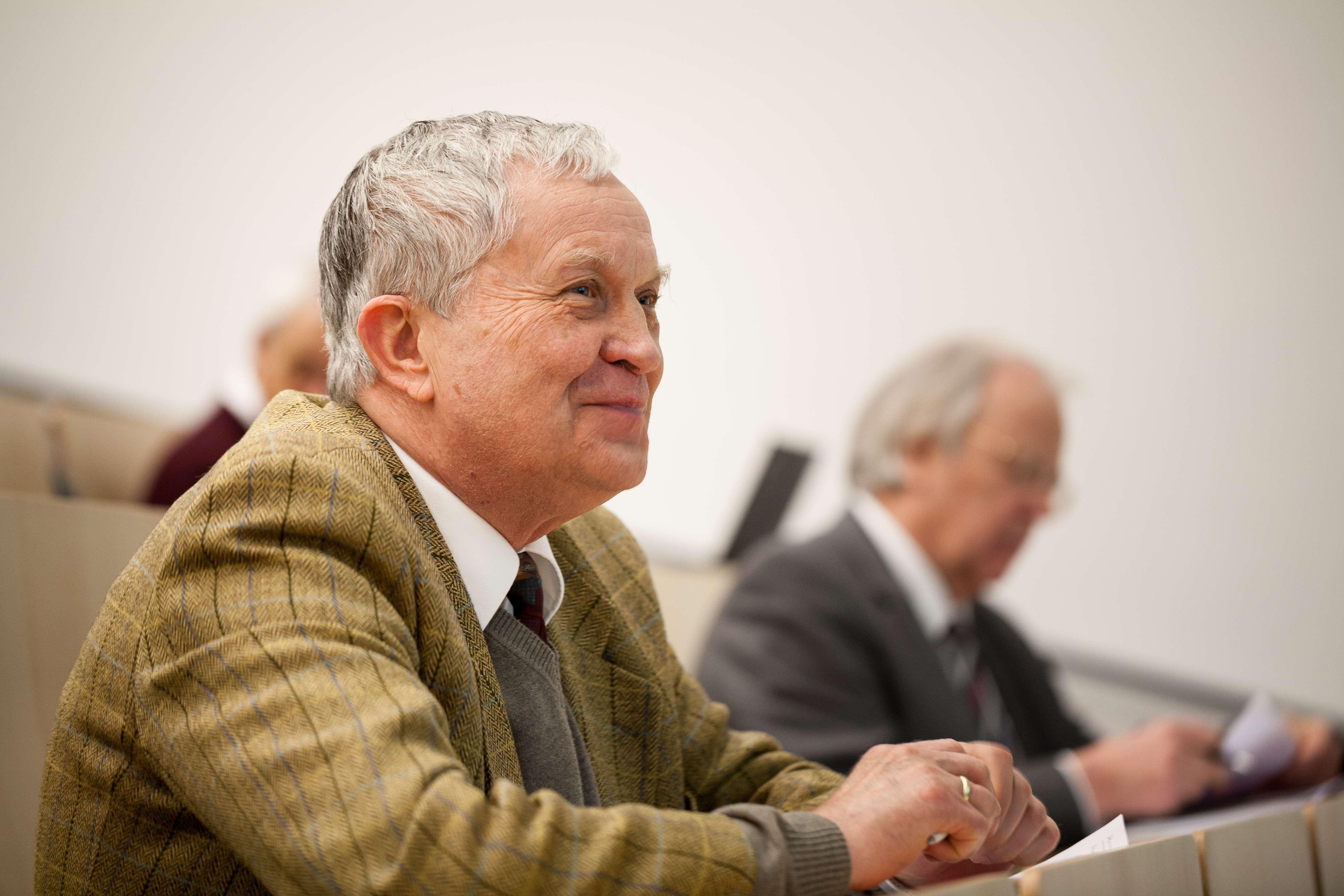
Karl Jug (2014)

Karl Jug (* 12. September 1939 in Essen; † 3. April 2023) war ein deutscher Theoretischer Chemiker. Er war von 1975 bis 2004 Professor an der Universität Hannover und gehörte zu der Generation von Theoretikern, die die Theoretische Chemie und Computerchemie an deutschen Universitäten etabliert haben.
International bekannt ist K. Jug in Fachkreisen vor allem durch die Entwicklung semiempirischer Integralnäherungen zur Berechnung des quantenchemischen Grundzustandes molekularer Elektronensysteme. Anfang der 1970er Jahre entwickelte er die SINDO-Methode, die seitdem schrittweise erweitert und verbessert wurde, um Struktur und Dynamik von großen Molekülen sowie chemische Reaktionen und Festkörperprozesse einer großen Zahl chemischer Elemente simulieren zu können. In Verbindung mit der Ausarbeitung und Anwendung semiempirischer Methoden sind von K. Jug theoretische Grundsatzfragen der Valenz insbesondere der Aromatizität geklärt, typische Reaktionsmechanismen der organischen Chemie einschließlich photochemischer Reaktionen untersucht und das Zyklische Cluster-Modell für Festkörper entwickelt worden.
Eine von Jug seit 2007 aufgebaute Internet-Datenbank zur akademischen Genealogie der Theoretischen Chemie (Theoretical Chemistry Genealogy Project) reicht bis in das 17. Jahrhundert zurück und stellt für Chemie-Historiker eine bedeutende Quelle dar.

## Leben
Karl Jug wurde 1939 als Sohn von Ida Rug, geborene Libuda, und des Bergmanns Karl Jug geboren, Seine akademische Ausbildung erhielt Karl Jug an der Johann Wolfgang Goethe-Universität Frankfurt am Main, wo er 1959 mit dem Studium der Physik, Chemie und Mathematik begann. Die Vorlesungen von Hermann Hartmann über physikalische Chemie gaben den Anstoß, die Diplom- und Doktorarbeit unter dessen Leitung durchzuführen. Sein Studium schloss er 1964 als Diplom-Physiker ab. Nach der Promotion zum Dr. phil. nat. 1965 war er im Rahmen seiner Tätigkeit als wissenschaftlicher Mitarbeiter Redaktionsleiter der von H. Hartmann Anfang der 1960er gegründeten Fachzeitschrift Theoretica Chimica Acta. Durch die redaktionellen Aufgaben insbesondere durch eigene Buchbesprechungen wurde er vertraut mit den Pionierarbeiten über „Integralnäherungen“, wie bestimmte kreative Vereinfachungen des von Hartree, Fock und Slater um 1930 ausgearbeiteten iterativen Berechnungsverfahrens der Quantenchemie bezeichnet werden. Aus dieser Redaktionstätigkeit erwuchs sein lebenslanges Interesse an semiempirischen Methoden der Quantenchemie und dem damit verbundenen Einsatz von Computern zur Simulation des Verhaltens der Materie. Damals wurde am Institut von H. Hartmann in Frankfurt mit einer Zuse-Maschine gerechnet. Karl Jug benutzte zusätzlich erste Generationen von IBM-Rechnern, die in Mainz und Darmstadt verfügbar waren.
Um weitere Methoden kennenzulernen, wechselte Jug 1967 nach Teilnahme an einer Sommerschule bei Per-Olov Löwdin in Schweden als Postdoc zu Peter Lykos an das Illinois Institute of Technology in Chicago. 1969 wurde Jug Assistant Professor und 1971 Associate Professor an der Saint Louis University. Während dieser Zeit entwickelte er die Grundlagen der SINDO-Methode, die zu den wichtigsten approximativen semiempirischen Verfahren zählt. Anfang 1975 kehrte er nach Deutschland zurück war von 1975 bis 1978 wissenschaftlicher Rat und Professor für Theoretische Chemie konnte an der damals Technischen Universität Hannover eine Arbeitsgruppe aufbauen. Von 1983 bis 2004 war er geschäftsführender Leiter des neu eingerichteten Fachgebiets für Theoretische Chemie.
Seine detaillierte Kenntnis der Akteure in der theoretischen Chemie nutzte Karl Jug ab 2007 zum Aufbau einer genealogischen Online-Datenbank für Theoretische Chemie, die bis in die ersten Anfänge der Chemie im 17. Jahrhundert zurückreicht.
Karl Jug gehörte der Hochschullehrergeneration an, durch die sich die quantenmechanisch begründete und mathematisch ausgerichtete Theoretische Chemie im deutschsprachigen Raum als eigenständiges Fachgebiet etablierte. Weitere deutsche Theoretiker dieser Generation sind Heinzwerner Preuß (1925–2016), Werner Kutzelnigg (1933–2019), Lutz Zülicke (* 1936), Sigrid Peyerimhoff (* 1937) und Reinhart Ahlrichs (1940–2016).
Karl Jug war ab 1964 mit Ulrike Jug, geborene Sünderhauf, verheiratet, lebte in Springe in der Region Hannover und hatte mit ihr die Kinder Silke, Sven und Birgit.

## Wirken

### Lehrtätigkeit
Karl Jug war ein einflussreicher akademischer Lehrer. Aufgrund seines tief gehenden mathematischen Verständnisses der Quantenchemie erhielt er schon früh die Gelegenheit zur Lehre: zuerst 1963 und 1966 als Übungsleiter während der von H. Hartmann ins Leben gerufenen und jährlich abgehaltenen Sommerschule für theoretische Chemie. Seitdem bildeten die mathematischen Methoden der Quantenchemie einen Schwerpunkt seiner Lehrtätigkeit. Während der Zeit an der Saint Louis University (1969–1974) begann Jug mit Vorlesungen über „Mathematische Techniken für Chemiker“, die er ab 1975 in Hannover fortsetzte. Sein Buch Mathematik in der Chemie (1981, 1993) basiert auf diesen Vorlesungen. Daneben hielt er auch Vorlesungen in Physikalischer Chemie und Quantenchemie.
Wiederholte Gastprofessuren in USA, Indien, Russland, Polen, Tschechien, Frankreich, Deutschland und in der Schweiz belegen das internationale Ansehen von Jug.
Jug gehört mit 23 Doktoranden zu den erfolgreichsten Professoren der Theoretischen Chemie. Fünf seiner Schüler – P. J. Coffey, A. Köster, Th. Bredow, Th. Krüger und N. N. Nair – wurden Hochschullehrer. Es war dann Th. Bredow, der in Hannover die Forschungen von K. Jug nach 2004 fortführte, bevor er 2006 einem Ruf an die Universität in Bonn folgte.

### Forschungen
Schwerpunkt der Forschungen von Karl Jug war die mathematisch-theoretische Begründung semiempirischer Approximationen im Rahmen des iterativen Formalismus der Quantenchemie in Verbindung mit der Entwicklung und Anwendung leistungsfähiger Computerprogramme zur Berechnung der Elektronenstruktur von Atomen, Molekülen, Clustern und Festkörpern. Mit über 250 Veröffentlichungen in Fachzeitschriften und Fachbüchern gehörte Jug zu den produktivsten Theoretikern der Chemie.

#### Grundlagen der Semiempirik
Die theoretischen Beiträge von Jug zur semiempirischen Quantenchemie haben sich als richtungsweisend erwiesen. Eine zentrale Rolle im Jug´schen Zugang zur Semiempirik spielen bestimmte unitäre Transformationen, die symmetrisch orthogonale Orbitalbasen charakterisieren. Symmetrisch orthogonalisierte Orbitalbasen erleichtern und verbessern ganz wesentlich die approximative Berechnung molekularen Verhaltens. Sein symmetriebezogenes Verständnis der Semiempirik entwickelte K. Jug während seiner Postdoc-Zeit in Chicago, wo er 1968 die Gelegenheit erhielt im Rahmen einer Seminarreihe über die in den 1960er Jahren entstandenen semiempirischen Pionierarbeiten von Robert Ghormley Parr, John Anthony Pople und anderen zu referieren. Für die unabhängig voneinander entwickelten semiempirischen Ansätze führte K. Jug eine einheitliche Nomenklatur ein und machte sie so vergleichbar.
Insbesondere führten ihn die Arbeiten von Inga Fischer-Hjalmars zur Erkenntnis, dass die 1965 von J. A. Pople über die ZDO-Näherung eingeführten Integralnäherungen im Rahmen der orthogonalisierten Orbitale zusätzliche Korrekturen erfordern und dass dadurch die Pople'schen Methoden wesentlich verbessert werden. Für die INDO-Methode hat das K. Jug während seiner Zeit an der Universität von St. Louis Anfang der 1970er Jahre zusammen mit seinem ersten Doktoranden verwirklicht. (Coffey, Jug 1973) Seitdem werden Orthogonalisierungskorrekturen als wesentliches Unterscheidungsmerkmal semiempirischer Methoden angesehen.

#### SINDO-Methoden der Computerchemie
Mit der durch Orthogonalisierungskorrekturen verbesserten INDO-Methode hat K. Jug einen wesentlichen Beitrag zur Computerchemie geleistet. Für seine Methode wurde 1975 das Akronym SINDO eingeführt. Der Buchstabe S hebt hervor, dass die Methode symmetrisch orthogonalisierte Atomorbitale (Löwdin-Orbitale) als Basis zum Aufbau der Molekülorbitale benutzt. Die in St. Louis begonnene methodische Entwicklung wurde ab 1975 in Hannover fortgesetzt. Daraus resultierte die SINDO1-Methode, die 1980 veröffentlicht wurde (Nanda, Jug, 1980). Die Zahl Eins stellt – in Würdigung der Pionierarbeiten von Pople – eine Verknüpfung zur CNDO/1-Näherung her. Ursprünglich wurde SINDO1 entwickelt, um das Verhalten organischer Verbindungen mit Elementen der 1. Reihe des Periodensystems zu simulieren. Die Methode ist 1987 auf Elemente der 2. Periode erweitert worden, um 1992 auch die Übergangselemente von Scandium bis Zink einzuschließen. Wegen einer Änderung in der symmetrischen Orthogonalisierung wird seit 1999 das Akronym MSINDO benutzt, wobei M für modifiziert steht (Ahlswede, Jug, 1999)
Zahlreiche Detailfragen sind so auf innovative Weise geklärt worden, die die Mathematik, Numerik, Skalierung, Parametrisierung und Software betreffen.

#### Theoretische Grundfragen und Anwendungen der SINDO-Methoden
In Verbindung mit der Entwicklung der SINDO-Methoden wurden von Jug u. a. folgende Grundfragen der theoretischen Chemie untersucht:
Atomladung (ab 1973),
Bindungsordnung (ab 1977), Valenz (ab 1983)
, Aromatizität (ab 1983), elektrostatische Potentiale (ab 1993), Zyklisches Cluster-Modell (ab 2001) und Molekulardynamik (ab 2004).
Parallel zur Methodenentwicklung haben K. Jug und seine Mitarbeiter vor allem folgende Anwendungen der SINDO-Methoden studiert:
Thermische Reaktionen (ab 1974), angeregte Zustände (ab 1982), photochemische Reaktionen (ab 1984), Cluster (ab 1988), Simulation von Festkörpern durch Cluster sowie die Adsorption und Katalyse an Festkörperoberflächen (ab 1993) Polarisierbarkeit (ab 1998)
Molekulardynamik
sowie Festkörperthermodynamik (ab 2004).
Die Jug´schen Untersuchungen von Clustern und Festkörpern haben große Akzeptanz in Fachkreisen gefunden.

### Wissenschaftliche Zusammenarbeit
Typisch für die kooperative Einstellung von Karl Jug war die intensive Kontaktpflege zu Fachkollegen weltweit. Hunderte von Vorträgen hat K. Jug auf Konferenzen, an Universitäten und Forschungseinrichtungen gehalten und mehrere Seminare, Workshops und Symposien für theoretische Chemie organisiert und Konferenzbände herausgegeben.

#### Akademische Kooperation
Im Rahmen unterschiedlicher Forschungsprojekte war K. Jug Gastprofessor an der Florida State University bei W. Rhodes (1970), an der Johns Hopkins University bei R. G. Parr (1971), an der Universität Zürich bei H. Labhart (1971), an der Universität Stuttgart bei H. Preuß (1972, 1973), am IIT Madras bei M. S. Gopinathan (1987), an der Jagiellonen-Universität Krakau bei R. F. Nalewajski (1989), an der Akademie der Wissenschaften in Prag bei R. Ponec (1992), an der Staatsuniversität Moskau bei E. V. Babaev (1996, 1997), an der Université P. et M. Curie, Paris bei C. Minot (1997, 1998, 1999, 2000, 2001, 2002), an der University of Hyderabad bei K. Sen (2000) und an der Jagiellonen-Universität Krakau bei R. F. Nalewajski und A. Michalak (2007). Umgekehrt hat K. Jug regelmäßig bedeutende Vertreter der Theoretischen Chemie an sein Institut in Hannover eingeladen. Häufige Gäste waren. M. V. Basilevsky, N. D. Epiotis, R. A. Evarestov, M. S. Gopinathan, C. Minot, R. F. Nalewajski, R. Ponec und M. C. Zerner.

#### Wissenschaftliche Gesellschaften
Jug engagierte sich aktiv in zahlreichen wissenschaftlichen Gesellschaften:
In Deutschland im Rahmen der Arbeitsgemeinschaft Theoretische Chemie, Bunsengesellschaft und Gesellschaft Deutscher Chemiker (GDCh); insbesondere war er von 1979 bis 1985 Schriftführer und Kassenwart des GDCh Ortsverband Hannover und von 2002 bis 2008 dessen Vorsitzender. Auf internationaler Ebene war K. Jug  Mitglied der American Chemical Society, American Physical Society, International Society of Mathematical Chemistry, New York Academy of Sciences und World Association of Theoretical and Computational Chemists (WATOC)

#### Ehrungen
In Würdigung seiner wissenschaftlichen Verdienste wurde K. Jug 1984 zum korrespondierenden Mitglied der European Academy of Arts, Sciences and Humanities, Paris, ernannt sowie 1993 zum Mitglied der Humboldt-Gesellschaft, deren Vizepräsident er 2014 wurde; 2015 ist er bis Ende 2018 wiedergewählt worden.
2001 erhielt K. Jug die Medaille des Ministeriums für Bildung der Republik Ungarn.

### Genealogieprojekt
Angeregt durch das Genealogieprojekt der Mathematiker hat K. Jug 2007 damit begonnen eine entsprechende Online-Datenbank für theoretische Chemie aufzubauen. 2009 wurde die Datenbank unter dem Namen Theoretical Chemistry Genealogy Project erstmals öffentlich freigegeben. Die akademischen Stammbäume promovierter Theoretiker reichen bis in das 17. Jahrhundert zurück. 2013 umfasste die Datenbank ca. 2400 Personen weltweit. Auf der Grundlage seiner genealogischen Recherchen verfasste Jug ein Buch über die Geschichte der Theoretischen Chemie in Deutschland, Österreich und der Schweiz.

### Veröffentlichungen
Die folgende Zusammenstellung der Veröffentlichungen von K. Jug erfasst die wichtigsten seiner über 250 Publikationen. Die Auswahl ist nach Themengebieten geordnet.
1. 1 2  Grundlagen der Semi-Empirik ab 1968: K. Jug, On invariant procedures in approximate SCF MO theories, Internat. J. Quant.Chem. 3, 241-249 (1969); K. Jug, On the Development of Semiempirical Methods in the MO Formalism, Theoret. Chim. Acta 14, 91-135 (1969); K. Jug, Operator Equations in Approximate Molecular Orbital Theories, Theoret. Chim. Acta 23, 183-194 (1971); K. Jug, Semiempirical Extended Hartree-Fock Theory, Theoret. Chim. Acta 30, 231-242 (1973); T. Bredow, K. Jug, Theory and Range of Modern Semiempirical Molecular Orbital Methods, Theor. Chem. Acc. 113, 1-14 (2005)
2. 1 2 3  SINDO-Methoden seit 1973: P. Coffey, K. Jug, Semiempirical Molecular Orbital Calculations and Molecular Energies: A New Formula for the β Parameter, J. Am. Chem. Soc. 95, 7575-7580 (1973); D.N. Nanda, K. Jug, SINDO1. A Semiempirical SCF MO Method for Molecular Binding Energy and Geometry. I. Approximations and Parametrization, Theoret. Chim. Acta 57, 95-106 (1980); K. Jug, R. Iffert, J. Schulz, Development and Parametrization of SINDO1 for Second-Row Elements, Int. J. Quantum Chem. 32, 265-277 (1987); J. Li, P. Correa de Mello, K. Jug, Extension of SINDO1 to Transition Metal Compounds, J. Comput. Chem. 13, 85-92 (1992); K. Jug, G. Geudtner, Treatment of Hydrogen Bonding in SINDO1, J. Comput. Chem.  14, 639-646 (1993); B. Ahlswede, K. Jug, Consistent Modifications in SINDO1. I. Approximations and Parameters, J. Comput. Chem. 20, 563-571 (1999); B. Ahlswede, K. Jug, Consistent Modifications in SINDO1. II. Application to First- and Second-Row Elements, J. Comput. Chem. 20, 572-579 (1999); K. Jug, G. Geudtner, T. Homann, MSINDO Parametrization for Third-Row Main Group Elements, J. Comput. Chem. 21, 974-987 (2000); T. Bredow, G. Geudtner, K. Jug, MSINDO Parameterization for Third-Row Transition Metals, J. Comput. Chem. 22, 861-887 (2001)
3. ↑  Atomladungen seit 1973: K. Jug, A New Definition of Atomic Charges in Molecules, Theoret. Chim. Acta 31,  63-73 (1973); K. Jug, Z. B. Maksić, The Meaning and Distribution of Atomic Charges in Molecules, Theoretical Models of Chemical Bonding, Part 3, 235-288, Ed. Z. B. Maksić, Springer: Heidelberg 1991
4. ↑  Bindungsordnung seit 1977:
K. Jug, A Maximum Bond Order Principle, J. Am. Chem. Soc. 99, 7800-7805 (1977);
K. Jug, A Bond Order Approach to Ring Current and Aromaticity, J. Org. Chem. 48, 1344–1348 (1983); K. Jug, A Unified Treatment of Valence and Bond Order from Density Operators, J. Comp. Chem. 5, 555-561 (1984)
5. ↑  Valenz seit 1983:
M.S. Gopinathan, K. Jug, Valency. I. A Quantum Chemical Definition and Properties, Theoret. Chim. Acta 63, 497-509 (1983); M.S. Gopinathan, K. Jug, Valency. II. Application to Molecules with First-Row Atoms, Theoret. Chim. Acta 63, 511-528 (1983); R.F. Nalewajski, A.M. Köster, K. Jug, Chemical Valence from the Two-Particle Density Matrix, Theor. Chim. Acta 85, 463-484 (1993)
6. ↑  Aromatizität seit 1983: K. Jug, A.M. Köster, Influence of  σ and π  Electrons on Aromaticity, J. Am. Chem. Soc. 112, 6772-6777 (1990); K. Jug, A.M. Köster, Aromaticity as Multidimensional Phenomenon, J. Phys. Org. Chem. 4, 163-169 (1991); A.R. Katritzky, M. Karelson, S. Sild, T.M. Krygowski, K. Jug, Aromaticity as a Quantitative Concept. 7. Aromaticity Reaffirmed as a Multi-Dimensional Characteristic, J. Org. Chem. 63, 5228-5231 (1998); A. Katritzky, K. Jug, D.C. Oniciu, Quantitative Measures of Aromaticity for Mono-, Bi-, and Tri-cyclic Penta- and Hexa-atomic Heteroaromatic Ring Systems and Their Interrelationship, Chem. Rev. 101, 1421–1450 (2001); K. Jug, P.C. Hiberty, S. Shaik, σ-π  Energy Separation in Modern Electronic Theory for Ground States of Conjugated Systems, Chem. Rev. 101, 1477–1500 (2001)
7. ↑  Elektrostatische Potentiale seit 1993: A.M. Köster, C. Kölle, K. Jug, Approximation of Molecular Electrostatic Potentials, J. Chem. Phys. 99, 1224–1229 (1993); M. Leboeuf, A.M. Köster, K. Jug, D.R. Salahub, Topological Analysis of the Molecular Electrostatic Potential, J. Chem. Phys. 111, 4893-4905 (1999)
8. ↑  Zyklische Cluster seit 2001: T. Bredow, G. Geudtner, K. Jug, Development of the Cyclic Cluster Approach for Ionic Systems, J. Comput. Chem. 22, 89-101 (2001); F. Janetzko, T. Bredow, K. Jug, Effects of Long Range Interactions in Cyclic Cluster Calculations of Metal Oxides, J. Chem. Phys. 116, 8994-9004 (2002)
9. 1 2  Molekulardynamik seit 2004: N. N. Nair, T. Bredow, K. Jug, Molecular Dynamics Implementation in MSINDO: Study of Silicon Clusters, J. Comput. Chem. 25, 1255–1263 (2004); K. Jug, B. Heidberg, T. Bredow, Molecular Dynamics Study of Water Adsorption on the MgO(100) Surface, J. Phys. Chem. C 111, 6846-6851 (2007)
10. ↑  Thermische Reaktionen seit 1974: P. Coffey, K. Jug, Semiempirical MO Calculations on Symmetry Governed Reactions, Theoret. Chim. Acta 34, 213-224 (1974); K. Jug, Quantum Chemical Methods and Their Application to Chemical Reactions, Theoret. Chim. Acta 54, 263-300 (1980);
11. ↑  Angeregte Zustaende seit 1982: P.C. Mishra, K. Jug, Assignment of Electronic Transitions by Geometry Optimization, Theoret. Chim. Acta 61, 559-579 (1982)
12. ↑  Photochemische Reaktionen seit 1984: P.L.Müller-Remmers, P.C. Mishra, K. Jug, A SINDO1 Study of Photoisomerization and Photofragmentation of Cyclopentanone, J. Am. Chem. Soc. 106, 2538–2543 (1984); P.L. Müller-Remmers, K. Jug, A SINDO1 Study of Photochemical Reaction Mechanism of Diazirines, J. Am. Chem. Soc. 107, 7275-7284 (1985)
13. ↑  Cluster seit 1988:
K. Jug, H.-P. Schluff, H. Kupka, R. Iffert, Structure and Properties of Small Silicon and Aluminum Clusters, J. Comput. Chem. 9, 803-809 (1988); K. Jug, B. Zimmermann, P. Calaminici, A.M. Köster, Structure and Stability of Small Copper Clusters, J. Chem. Phys. 116, 4497-4507 (2002)
14. ↑  Simulation von Festkörpern durch Cluster seit 1993: K. Jug, G. Geudtner, Binding Energies and Bond Distances of Ion Crystal Clusters, Chem. Phys. Lett. 208, 537-540 (1993); T. Bredow, K. Jug, Cluster Simulation of Bulk Properties for Stoichiometric and Nonstoichiometric Rutile, Chem. Phys. Lett. 223, 89-94 (1994)
15. ↑  Adsorption und Katalyse an  Festkörperoberflächen seit 1993: K. Jug, G. Geudtner, T. Bredow, Theoretical Investigations on Adsorption at Ion Crystal Surfaces, J. Mol. Catal. 82, 171-194 (1993); T. Bredow, K. Jug, Theoretical Investigation of Water Adsorption at Rutile and Anatase Surfaces, Surf. Sci. 327, 398-408 (1995); T. Homann, T. Bredow, K. Jug, Adsorption of Small Molecules on the V2O5(001) Surface, Surf. Sci. 515, 205-218 (2002); K. Jug, T. Homann, T. Bredow, Reaction Mechanism of the Selective Catalytic Reduction of NO with NH3 and O2 to N2 and H2O, J. Phys. Chem. A 108, 2966–2971 (2004)
16. ↑  Polarisierbarkeiten seit 1998: P. Calaminici, K. Jug, A.M. Köster, Density Functional Calculations of Molecular Polarizabilities and Hyperpolarizabilities, J. Chem. Phys. 109, 7756-7763 (1998); P. Calaminici, A.M. Köster, A. Vela, K. Jug, Comparison of Static Polarizabilities of Cu(n), Na(n) and Li(n) (n < 9) Clusters, J. Chem. Phys. 113, 2199–2202 (2000)
17. ↑  Festkörper-Thermodynamik seit 2004: F. Janetzko, K. Jug, Miscibility of Zinc Chalcogenides, J. Phys. Chem. A 108, 5449-5453 (2004)